# Gesine Schwan
Gesine Schwan z domu Schneider (ur. 22 maja 1943 w Berlinie) – niemiecka politolog i polityk. W latach 1999–2008 rektor Uniwersytetu Europejskiego Viadrina we Frankfurcie nad Odrą. Członkini Socjaldemokratycznej Partii Niemiec, kandydatka do urzędu prezydenta Republiki Federalnej Niemiec w wyborach w 2004 i 2009. Była pełnomocnik rządu ds. stosunków z Polską.

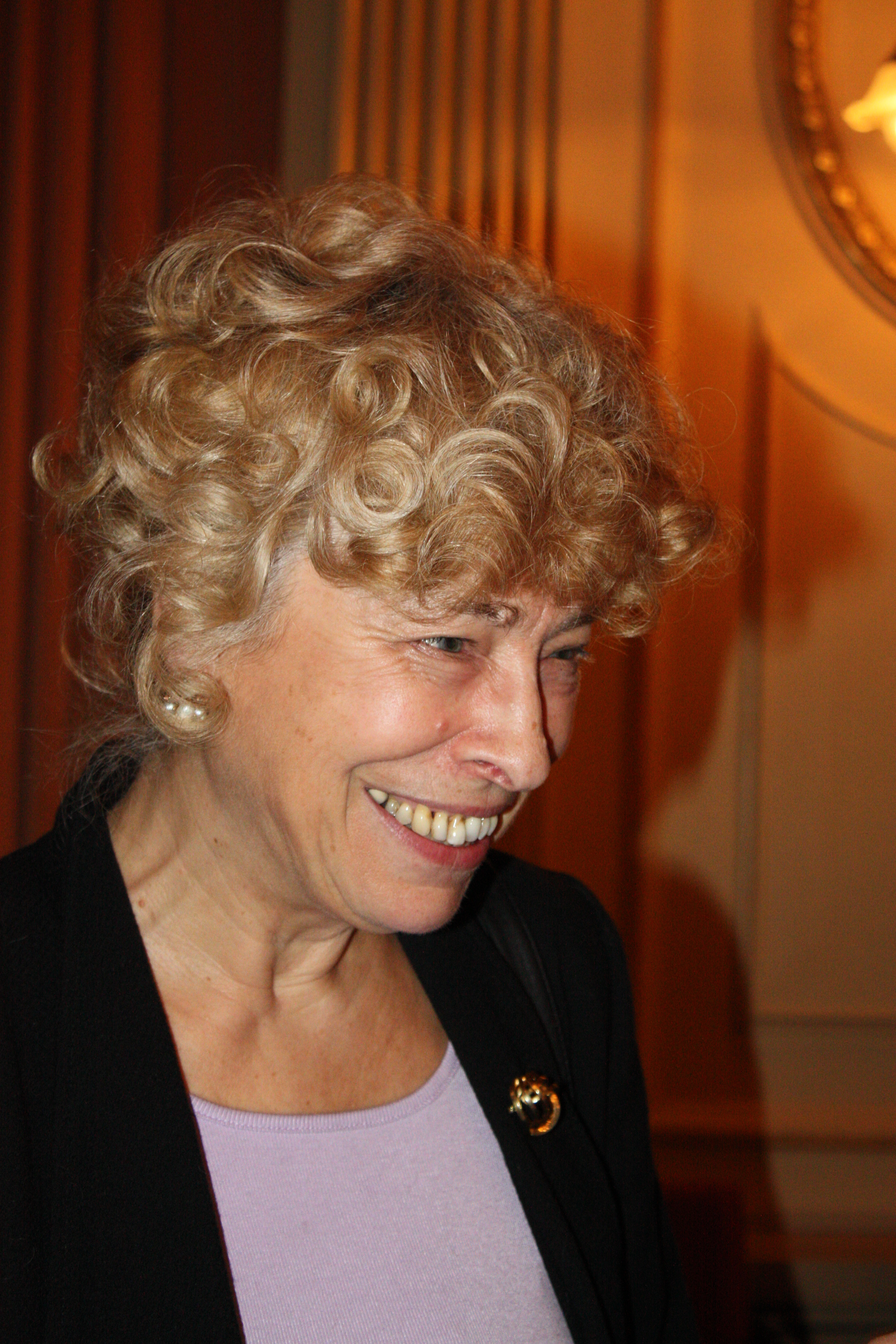
Gesine Schwan (Heidelberg, 2009)

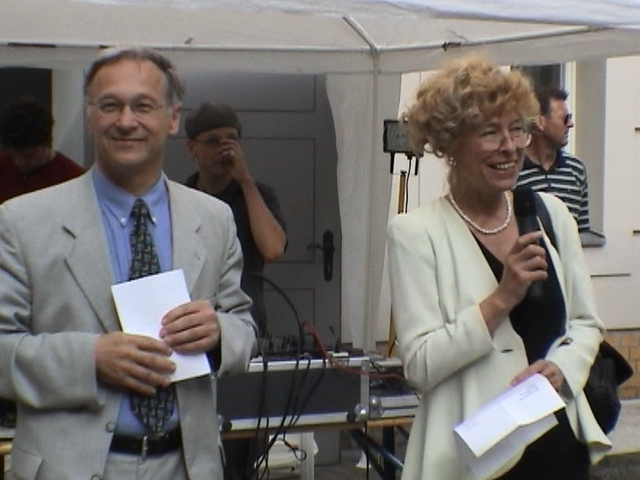
Wraz z Martinem Patzeltem (CDU), nadburmistrzem Frankfurtu nad Odrą

## Życiorys

### Rodzina i życie prywatne
Gesine Schwan dorastała w Berlinie w rodzinie kuratora szkolnego. Jej ojciec Hans R. Schneider był protestantem, a matka Hildegard – katoliczką. W domu rodzinnym angażowano się w sprawy społeczne. Za czasów nazizmu rodzice działali w protestanckim i socjalistycznym ruchu oporu. W ostatnim roku wojny jej rodzina ukrywała żydowską dziewczynkę.
Gesine Schwan uczęszczała do francuskiego gimnazjum w Berlinie Zachodnim (Französisches Gymnasium Berlin), założonym jeszcze w XVIII wieku. W 21. roku życia przyjęła chrzest. Była żoną Alexandra Schwana, zmarłego w 1989 profesora nauk politycznych. Jest matką dwojga dzieci. 3 września 2004 roku wyszła ponownie za mąż za Petera Eigena, założyciela organizacji Transparency International. Jej hobby to teatr, muzyka i jazda na nartach.

### Kariera naukowa
Od 1962 studiowała romanistykę, historię, filozofię i nauki polityczne w Berlinie i we Fryburgu Bryzgowijskim. W 1970, pod wpływem protestów studenckich (1967-1968), wstąpiła do Socjaldemokratycznej Partii Niemiec (SPD).
Po odbyciu stypendiów w Warszawie i w Krakowie w 1970 uzyskała stopień naukowy doktora na Wolnym Uniwersytecie Berlińskim (praca doktorska o twórczości Leszka Kołakowskiego), zaś w 1974 na tej samej uczelni – habilitację.
W 1977 wykładała jako profesor nauk politycznych w Instytucie Otto Suhra Wolnego Uniwersytetu Berlińskiego. Zajmowała się głównie teoriami politycznymi socjalizmu i marksizmu oraz filozofią. W 1980 wykładała w Waszyngtonie w Stanach Zjednoczonych, a następnie w Nowym Jorku i w Cambridge w stanie Massachusetts.
Od października 1999 do września 2008 była rektorem Uniwersytetu Europejskiego Viadrina we Frankfurcie nad Odrą. W 2008 przeszła na emeryturę.

### Udział w wyborach prezydenckich w 2004 i 2009
4 marca 2004 Gesine Schwan została wspólną kandydatką SPD i Sojuszu 90/Zielonych na urząd prezydenta Republiki Federalnej Niemiec. Wystartowała w wyborach 23 maja przeciwko Horstowi Köhlerowi, kandydatowi CDU, CSU i FDP. W wyborach w 2009 Gesine Schwan powtórnie ubiegała się o urząd prezydencki jako kandydatka SPD. Wybory wygrał jej kontrkandydat, prezydent Horst Köhler.

## Twórczość
- Leszek Kolakowski. Eine politische Philosophie der Freiheit nach Marx (Diss. 1970) Stuttgart u. a.: Kohlhammer 1971.
- Die Gesellschaftskritik von Karl Marx. Philosophische und politökonomische Voraussetzungen, Stuttgart (Habil.) u. a.: Kohlhammer, 1974.
- Sozialdemokratie und Marxismus. Zum Spannungsverhältnis von Godesberger Programm und marxistischer Theorie. (Gemeinsam mit Alexander Schwan) Hamburg: Hoffmann & Campe, 1974.
- Demokratischer Sozialismus für Industriegesellschaften (Hrsg.), Köln u. a.: Europäische Verlagsanstalt 1979.
- Sozialismus in der Demokratie? Theorie einer konsequent sozialdemokratischen Politik, Stuttgart u. a.: Kohlhammer, 1982.
- Internationale Politik und der Wandel von Regimen (Hrsg.) Köln u. a.: Heymann 1987.
- Bedingungen und Probleme politischer Stabilität (Hrsg.), Baden-Baden: Nomos 1988.
- Wissenschaft und Politik in öffentlicher Verantwortung – Problemdiagnosen in einer Zeit des Umbruchs. Zum Gedenken an Richard Löwenthal, Baden-Baden: Nomos, 1995.
- Politik und Schuld. Die zerstörerische Macht des Schweigens, Frankfurt am Main: Fischer, 1997.
- Antikommunismus und Antiamerikanismus in Deutschland. Kontinuität und Wandel nach 1945, Baden-Baden: Nomos, 1999.
- Demokratische politische Identität. Deutschland, Polen und Frankreich im Vergleich (Hrsg.), Wiesbaden: Verlag für Sozialwissenschaft, Stuttgart 2006.
- Vertrauen und Politik: politische Theorie im Zeitalter der Globalisierung, Stiftung Bundespräsident-Theodor-Heuss-Haus, Stuttgart 2006.
- Allein ist nicht genug. Für eine neue Kultur der Gemeinsamkeit (razem z Susanne Gaschke), Freiburg im Breisgau u. a.: Herder, 2007.

## Odznaczenia i wyróżnienia
- 1993: Krzyż Zasługi I Klasy Orderu Zasługi Republiki Federalnej Niemiec[3];
- 13 września 1999: nagroda berlińskiego stowarzyszenia Urania (za zasługi na rzecz edukacji i kształcenia; nagrodę wręczył ówczesny burmistrz Berlina Eberhard Diepgen);
- 2002: Wielki Krzyż Zasługi Orderu Zasługi Republiki Federalnej Niemiec[4];
- 28 listopada 2004 – Nagroda im. Marion hrabiny Dönhoff za wkład w porozumienie między narodami;
- 2005: nagroda za „pracę organiczną” przyznana przez Głos Wielkopolski;
- 2006: nagroda fundacji Schader Stiftung Darmstadt;
- 20 maja 2006: Krzyż Komandorski z Gwiazdą Orderu Świętego Stanisława (za zasługi na rzecz Polski)[5];
- październik 2006: doktorat honoris causa europejskiego Instytutu Uniwersyteckiego we Florencji;
- październik 2008: honorowy obywatel miasta Słubice;
- październik 2009: Odznaka Honorowa „za Zasługi dla Województwa Lubuskiego”[1];
- 2010: nagroda Księżnej Jadwigi Śląskiej[6]
- 2011: nagroda Internationaler Brückepreis[7]
- 2012: Odznaka Honorowa „Bene Merito” (za wzmocnienie pozycji Polski na arenie międzynarodowej)[8][9]